# Сикењица (Љевице)
Сикењица (слч. Sikenica) насељено је мјесто са административним статусом сеоске општине (слч. obec) у округу Љевице, у Њитранском крају, Словачка Република.

## Становништво
| Година:    | 1994. | 2004.   | 2014.   | 2024.   |
| ---------- | ----- | ------- | ------- | ------- |
| Број људи: | 653   | 643     | 641     | 602     |
| Разлика:   |       | -1,53 % | -0,31 % | -6,08 % |

| Година:    | 2023. | 2024.   |
| ---------- | ----- | ------- |
| Број људи: | 624   | 602     |
| Разлика:   |       | -3,52 % |

Према подацима о броју становника из 2011. године насеље је имало 653 становника.